# استاد أسياد
إستاد أسياد هو ملعب متعدد الاستخدامات في إنتشون في كوريا الجنوبية، هو الملعب الذي أستضاف دورة الألعاب الآسيوية 2014.

## التاريخ
تم وضع حجر الأساس للملعب في 25 يونيو 2011. افتتح الملعب في 1 يوليو 2014. كانت تكلفة إنشاء الملعب 429 مليون دولار.